# Darwinia micropetala
Darwinia micropetala là một loài thực vật có hoa trong Họ Đào kim nương. Loài này được (F.Muell.) Benth. mô tả khoa học đầu tiên năm 1867.